# ایرینا کالیمبت
ایرینا کالیمبت (اوکراینی: Ірина Володимирівна Калимбет؛ ۲۹ فوریهٔ ۱۹۶۸ – ) قایقران روئینگ اهل اوکراین بود.
وی در مسابقات کشوری و بین‌المللی در مجموع برندهٔ ۲ مدال نقره، ۱ مدال برنز شده‌است.